# Robert Ryder (marynarz)
Robert Edward Dudley Ryder (pseudonim Red Ryder; ur. 16 lutego 1908, zm. 29 czerwca 1986) – brytyjski oficer marynarki, weteran II wojny światowej, polityk. Za udział w rajdzie na Saint-Nazaire został odznaczony najwyższym brytyjskim odznaczeniem – Krzyżem Wiktorii.

## Życiorys
Urodził się w Indiach Brytyjskich. Był synem pułkownika Charlesa Henry'ego Dudleya Rydera oraz Idy Josephine Ryder. Miał dwóch braci. Obaj stracili życie podczas II wojny światowej. 
Kształcił się w Hazelhurst School i Cheltenham College. W 1941 roku poślubił Constance Hilarie Myfanwy Green-Wilkinson (zm. 1982), z którą miał syna i córkę.

### Kariera morska
Do Royal Navy wstąpił w 1926 roku. W latach 1927–1929 służył na pancerniku HMS „Ramillies”. W okresie 1930–1933 pływał w stopniu porucznika na okręcie podwodnym HMS „Olympus” bazującym w Hongkongu. Następnie przez blisko 4 lata miał przerwę w aktywnej służbie, choć formalnie nadal pozostawał w szeregach Royal Navy. Został podróżnikiem – dowodził keczem w wyprawie z Hongkongu do Dartmouth przez Kanał Panamski (1933–1934) oraz szkunerem „Penola” podczas antarktycznej ekspedycji badawczej do Ziemi Grahama – Brytyjskiej Ekspedycji do Ziemi Grahama (ang. British Graham Land Expedition, BGLE) (1934-1937).
Aktywną służbę wznowił w sierpniu 1937 roku w stopniu komandora podporucznika na stacjonującym na Morzu Śródziemnym pancerniku HMS „Warspite”. Po wybuchu wojny dowodził statkiem-pułapką RFA „Edgehill”, a po jego storpedowaniu w czerwcu 1940 przez U-51 (Rydera odnaleziono i wyłowiono po 4 dobach spędzonych w wodzie) fregatą HMS „Fleetwood”. W grudniu 1940 roku otrzymał awans na komandora porucznika. W lipcu 1941 roku dowodzony przez niego okręt desantowy „Prince Philippe” zatonął na wodach Firth of Clyde wskutek kolizji z inną jednostką. Za utratę okrętu został przeniesiony do służby na lądzie w charakterze oficera łącznikowego. W 1942 roku otrzymał szansę na rehabilitację. Wyznaczono go bowiem na dowódcę zespołu okrętów mających przeprowadzić desant komandosów w niemieckiej bazie morskiej w Saint-Nazaire. Rajd został przeprowadzony 28 marca 1942 roku i zakończył się zniszczeniem głównego celu operacji, jakim był ówcześnie największy na świecie suchy dok. Za wybitne dowodzenie oraz męstwo, którym wykazał się podczas tej akcji, został odznaczony przez króla Jerzego VI Krzyżem Wiktorii – jednym z rekordowych pięciu przyznanych za ten rajd. W okresie 1942–1943 był tymczasowym dowódcą 30 Commando (tajnej jednostki wywiadowczej) oraz służył w sztabie Dowództwa Operacji Połączonych. Był zaangażowany m.in. w przygotowanie i realizację rajdu na Dieppe. W czerwcu 1944 roku wziął udział w Operacji Overlord. Końcowy okres wojny spędził na stanowisku dowódcy niszczyciela HMS „Opportune”.
W czerwcu 1948 roku otrzymał awans na komandora. W latach 1948–1950 piastował stanowisko attaché morskiego w Oslo. W stan spoczynku przeszedł w lutym 1950 roku.

### Kariera polityczna
W 1950 roku wystartował w wyborach parlamentarnych z listy Partii Konserwatywnej w okręgu Merton and Morden. Został wybrany i w latach 1950-1955 sprawował mandat deputowanego w Izbie Gmin.
Zmarł w 1986 roku u wybrzeży Guernsey na pokładzie swojego jachtu „Watchdog” w trakcie rejsu do Francji. Jego prochy pochowane są w Headington Crematorium w Oksfordzie. Otrzymany przez Rydera Krzyż Wiktorii znajduje się w zbiorach Imperial War Museum.